# Manufacture d'armes de Charleville

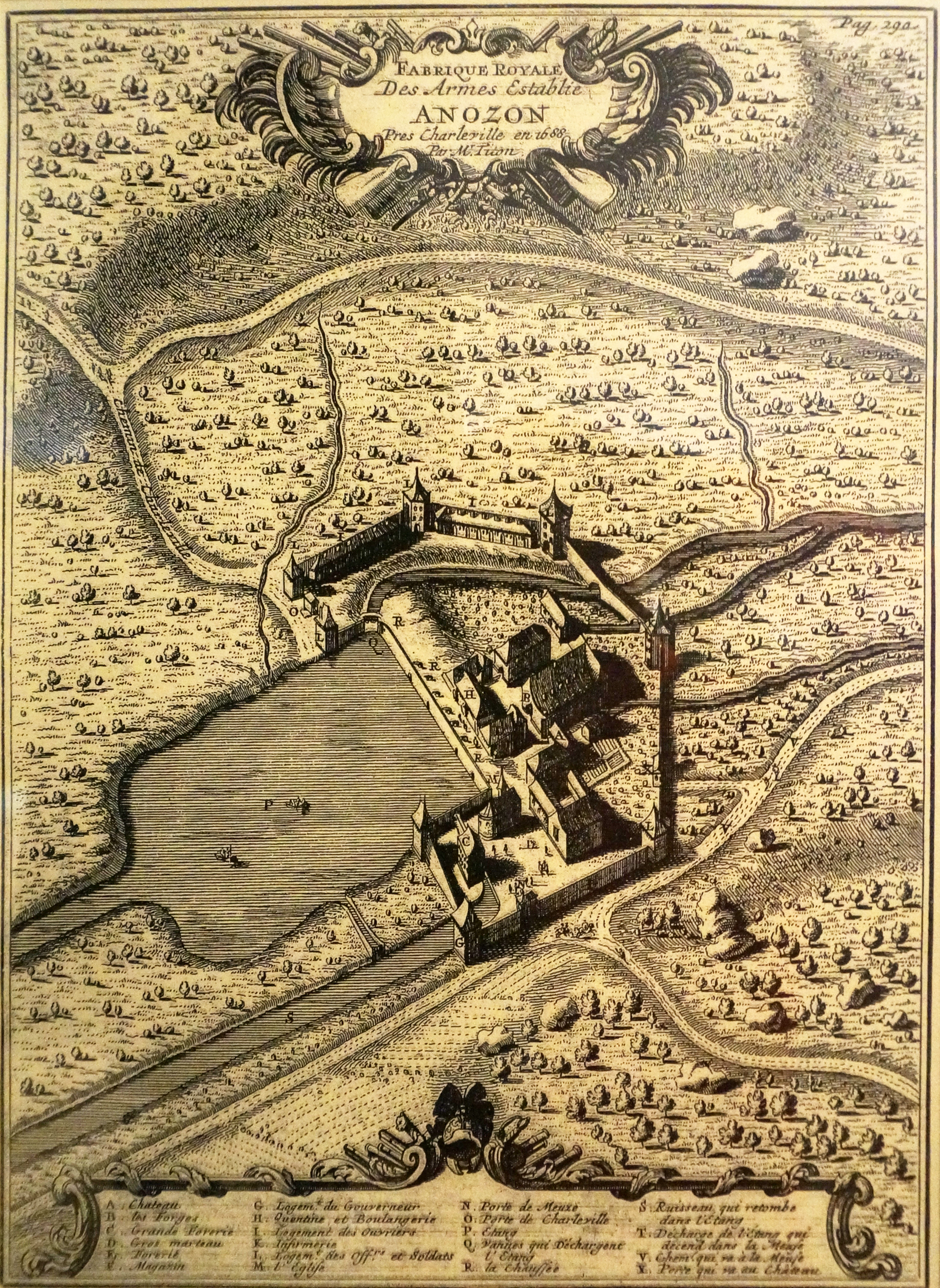
A Manufacture d'armes de Charleville em 1688.

A Manufacture d'Armes de Charleville ou Manufacture Royale de Charleville, criada em 1675, era uma empresa de armamento francesa localizada em Charleville (Ardennes), com uma rede de artesãos e várias oficinas no vale do Meuse, nomeadamente em Nouzonville. Os famosos mosquetes e pistolas das Ardennes da "Manufacture royale" e depois da "Manufacture impériale de Charleville" viajaram o mundo e os exemplares existentes continuam sendo muito procurados pelos colecionadores.
As armas eram montadas em Charleville a partir de peças produzidas em dois outros estabelecimentos principais, localizados em Nouzon sur la Goutelle, e em Mohon, em um lugar chamado Moulin-Leblanc, mas também em várias "lojas" de artesãos e artesãos independentes do vale do Meuse e Semoy.